# 400 meter häck för damer i friidrott vid olympiska sommarspelen 2008
Damernas 400 meter häck i Olympiska sommarspelen 2008 ägde rum 17 - 20 augusti i Pekings Nationalstadion.
Kvalificeringsstandarden var 55,60 s (A standard) och 56,50 s (B standard). 

## Medaljörer
| Event          | Guld                   | Guld       | Silver           | Silver | Brons                        | Brons |
| 400 meter häck | Melaine Walker Jamaica | 52,64 (OR) | Sheena Tosta USA | 53,70  | Tasha Danvers Storbritannien | 53,84 |

## Rekord
Före tävlingarna gällde dessa rekord:
| Världsrekord     | Julija Petjonkina | 52,34 s | Tula, Ryssland | 8 augusti 2003  |
| Olympiskt rekord | Fani Halkia       | 52,77 s | Aten, Grekland | 22 augusti 2004 |

## Resultat
- Q innebär avancemang utifrån placering i heatet.
- q innebär avancemang utifrån total placering.
- DNS innebär att personen inte startade.
- DNF innebär att personen inte fullföljde.
- DQ innebär diskvalificering.
- NR innebär nationellt rekord.
- OR innebär olympiskt rekord.
- WR innebär världsrekord.
- WJR innebär världsrekord för juniorer
- AR innebär världsdelsrekord (area record)
- PB innebär personligt rekord.
- SB innebär säsongsbästa.

### Försöksheat
| Placering | Heat | Namn                  | Nationalitet        | Resultat | Noteringar |
| --------- | ---- | --------------------- | ------------------- | -------- | ---------- |
| 1         | 3    | Melaine Walker        | Jamaica             | 54,46    | Q          |
| 2         | 4    | Jekaterina Bikert     | Ryssland            | 55.15    | Q          |
| 3         | 3    | Anastasija Rabtjenjuk | Ukraina             | 55.18    | Q          |
| 4         | 2    | Tasha Danvers         | Storbritannien      | 55.19    | Q, SB      |
| 5         | 3    | Tsvetelina Kirilova   | Bulgarien           | 55.22    | Q, PB      |
| 6         | 2    | Anastasija Ott        | Ryssland            | 55.34    | Q          |
| 7         | 4    | Anna Jesień           | Polen               | 55.35    | Q          |
| 8         | 1    | Tiffany Ross-Williams | USA                 | 55.51    | Q          |
| 9         | 1    | Irina Obedina         | Ryssland            | 55.71    | Q          |
| 10        | 2    | Nickiesha Wilson      | Jamaica             | 55.75    | Q          |
| 11        | 1    | Satomi Kubokura       | Japan               | 55.82    | Q, SB      |
| 12        | 4    | Zuzana Hejnová        | Tjeckien            | 55.91    | Q          |
| 13        | 3    | Queen Harrison        | USA                 | 55.96    | q          |
| 14        | 2    | Angela Morosanu       | Rumänien            | 56.07    | q, SB      |
| 15        | 2    | Sheena Tosta          | USA                 | 56.12    | q          |
| 16        | 3    | Aïssata Soulama       | Burkina Faso        | 56.37    | q          |
| 17        | 1    | Shevon Stoddart       | Jamaica             | 56.52    |            |
| 18        | 2    | Nikolina Horvat       | Kroatien            | 56.65    |            |
| 19        | 4    | Tatjana Azarova       | Kazakstan           | 56.88    |            |
| 20        | 4    | Muna Jabir Adam       | Sudan               | 57.16    |            |
| 21        | 1    | Ieva Zunda            | Lettland            | 57.43    |            |
| 22        | 1    | Lucimar Teodoro       | Brasilien           | 57.68    |            |
| 23        | 4    | Josanne Lucas         | Trinidad och Tobago | 57.76    |            |
| 24        | 3    | Carole Kaboud Mebam   | Kamerun             | 57.81    |            |
| 25        | 2    | Michelle Carey        | Irland              | 57.99    |            |
| 26        | 4    | Laia Forcadell        | Spanien             | 58.64    |            |
| 27        | 3    | Galina Pedan          | Kirgizistan         | 1.00,31  |            |

### Semifinaler
| Placering | Heat | Namn                  | Nationalitet   | Resultat | Noteringar |
| --------- | ---- | --------------------- | -------------- | -------- | ---------- |
| 1         | 1    | Sheena Tosta          | USA            | 54,07    | Q          |
| 2         | 2    | Melaine Walker        | Jamaica        | 54.20    | Q          |
| 3         | 1    | Tasha Danvers         | Storbritannien | 54.31    | Q, SB      |
| 4         | 1    | Anna Jesień           | Polen          | 54.36    | Q          |
| 5         | 1    | Jekaterina Bikert     | Ryssland       | 54.38    | Q          |
| 6         | 2    | Anastasija Rabtjenjuk | Ukraina        | 54.60    | Q, PB      |
| 7         | 1    | Nickiesha Wilson      | Jamaica        | 54.67    |            |
| 8         | 1    | Anastasija Ott        | Ryssland       | 54.74    | PB         |
| 9         | 2    | Tiffany Ross-Williams | USA            | 54.99    | Q          |
| 10        | 2    | Zuzana Hejnová        | Tjeckien       | 55.17    | Q          |
| 11        | 2    | Aïssata Soulama       | Burkina Faso   | 55.69    | SB         |
| 12        | 2    | Irina Obedina         | Ryssland       | 55.69    |            |
| 13        | 2    | Queen Harrison        | USA            | 55.88    |            |
| 14        | 2    | Tsvetelina Kirilova   | Bulgarien      | 55.97    |            |
| 15        | 1    | Satomi Kubokura       | Japan          | 56.69    |            |
| 16        | 1    | Angela Morosanu       | Rumänien       | 57.67    |            |

### Final
| Placering | Bana | Namn                  | Nationalitet   | Reaktion | Tid   | Noteringar |
| --------- | ---- | --------------------- | -------------- | -------- | ----- | ---------- |
| 1         | 6    | Melaine Walker        | Jamaica        | 0,236    | 52,64 | OR, NR     |
| 2         | 5    | Sheena Tosta          | USA            | 0,191    | 53,40 |            |
| 3         | 7    | Tasha Danvers         | Storbritannien | 0,189    | 53,54 | PB         |
| 4         | 4    | Anastasija Rabtjenjuk | Ukraina        | 0,248    | 53,66 | PB         |
| 5         | 9    | Anna Jesień           | Polen          | 0,206    | 53,99 | SB         |
| 6         | 2    | Jekaterina Bikert     | Ryssland       | 0,193    | 54,66 |            |
| 7         | 3    | Zuzana Hejnová        | Tjeckien       | 0,195    | 54,67 |            |
| 8         | 8    | Tiffany Ross-Williams | USA            | 0,184    | 57,25 |            |